# Madeleine Malraux
Madeleine Malraux, geborene Lioux (* 7. April 1914 in Toulouse; † 10. Januar 2014), war eine französische Pianistin und Musikpädagogin.

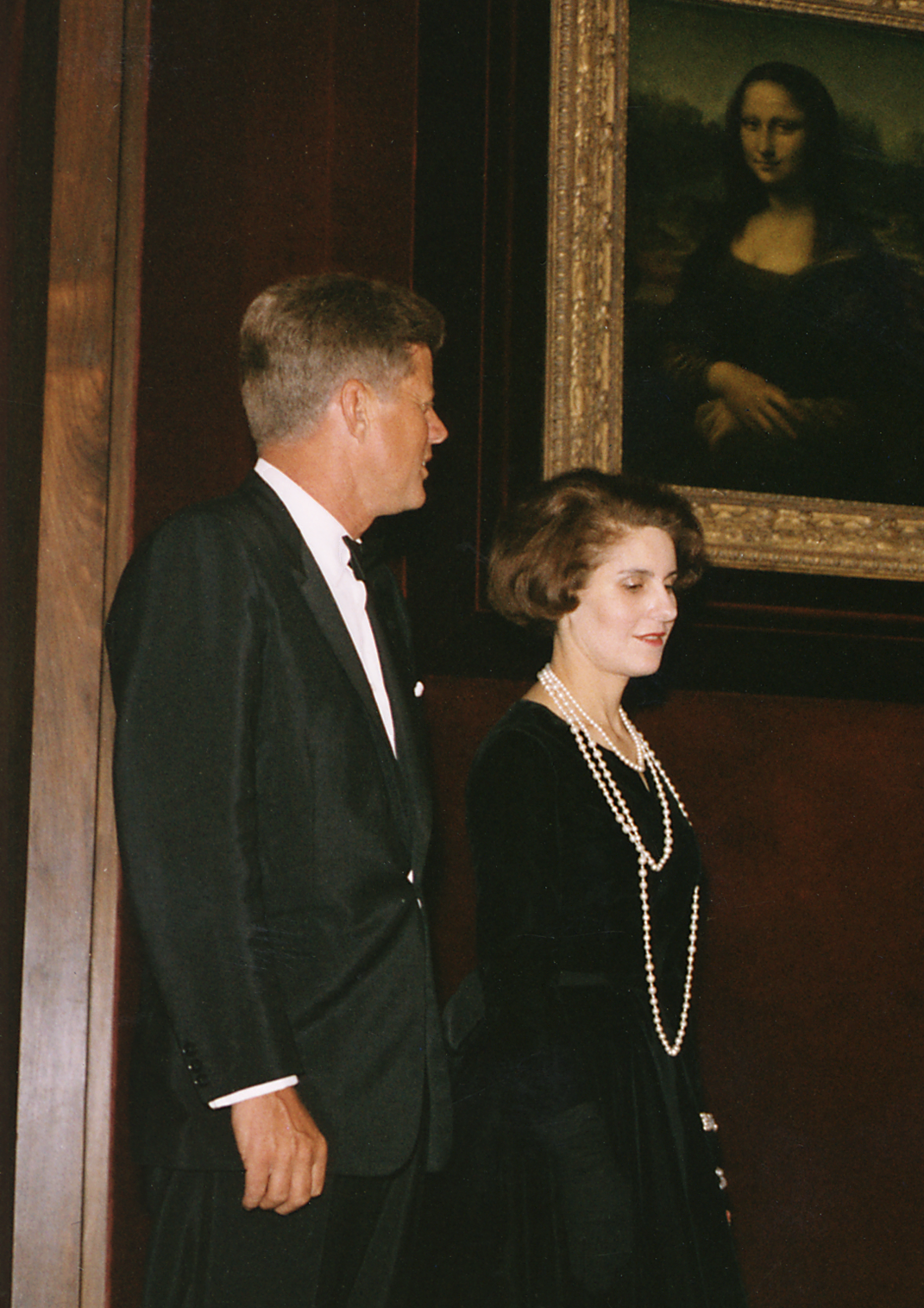
Madeleine Malraux mit John F. Kennedy vor der Mona Lisa in der National Gallery of Art am 8. Januar 1963

## Leben
Madeleine Lioux besuchte das Konservatorium von Toulouse und kam vierzehnjährig nach Paris, wo sie am Pariser Konservatorium Schülerin von Marguerite Long war. Der Zweite Weltkrieg unterbrach ihre musikalische Karriere; sie war in der Résistance aktiv und heiratete 1943 den Widerstandskämpfer Roland Malraux, einen Halbbruder André Malraux’. Nach dem Tod ihres Mannes, der bei einer Mission der Résistance ums Leben kam, heiratete sie 1948 André Malraux. Nachdem sich dieser 1966 von ihr getrennt hatte, nahm Madeleine Malraux ihre musikalische Laufbahn in New York wieder auf. Sie gab u. a. Konzerte in der Carnegie Hall, im Metropolitan Museum of Art und der Pariser Oper. 1976 trat sie in Tokio anlässlich einer Gedächtnisfeier für André Malraux auf, ebenso zur Eröffnung einer André-Malraux-Ausstellung in Onomichi 2001. Auch im Alter von über 90 Jahren war sie noch als Pianistin aktiv; so begleitete sie Ende 2007 eine Lesung François Marthourets mit Klavierstücken von Erik Satie.
Zum Repertoire Malraux’ gehörten Werke von Bach, Brahms und Mozart ebenso wie Kompositionen von Skrjabin und Rachmaninow, Messiaen und Satie. George Balanchine komponierte für sie einen Walzer (Valse lente).